# موسی یافا
موسی یافا (انگلیسی: Musa Yaffa؛ زادهٔ ۱۵ ژوئیهٔ ۱۹۹۴) بازیکن فوتبال اهل گامبیا است.
وی همچنین در تیم ملی فوتبال گامبیا بازی کرده است.